# Dieudonné Jacobs
Dieudonné Jacobs (Montegnée, 10 juni 1887 - La Garde (Var) (Frankrijk), 22 januari 1967) was een Belgisch impressionistische kunstschilder. Hij deelde zijn artistieke leven tussen de Belgische Ardennen en de Franse Rivièra en vooral tussen Spa en La Garde (Toulon).

## Biografie
Jacobs werd geboren in 1887 in Montegnée en groeide op in een mijnwerkersgezin. Hij volgde lessen aan de Koninklijke Academie voor Schone Kunsten te Luik. Hij verbleef enige tijd in Parijs en met een Darchis beurs in Rome tussen 1926 en 1932. 
Hij leed aan de ziekte van Parkinson.

## Eerbetoon
De straat van zijn geboortehuis draagt zijn naam.
Sinds 1987, het jaar van het eeuwfeest van de geboorte van Jacobs, wordt er elk jaar de Grand Prix Dieudonné georganiseerd. Het ene jaar wordt de prijs georganiseerd in Spa (België) en het andere jaar in La Garde (Var) (Frankrijk). Naast een geldbedrag krijgt de winnaar de mogelijkheid om het jaar erna te exposeren bij de Grand Prix in de andere plaats. De prijs is bedoeld om de herinnering aan de schilder levend te houden en tegelijkertijd om uitwisseling van culturen over de landsgrenzen heen mogelijk te maken.

## Werken
Werken van hem hangen in de Sint-Juliaan der Vlamingen.